# 山田寺
山田寺（やまだでら）は、奈良県桜井市山田にある法相宗の寺院。山号は大化山。本尊は十一面観音。一般的には、かつてここにあった古代寺院を指す。蘇我倉山田石川麻呂の発願により7世紀半ばに建て始められ、石川麻呂の自害（649年）の後に完成した。法号を浄土寺または華厳寺と称する。中世以降は衰微し、明治初期の廃仏毀釈の影響を受け、廃寺となった。その後、1892年（明治25年）に小寺院として再興されている。
1921年（大正10年）3月3日史跡に指定され、1952年（昭和27年）3月29日「山田寺跡」として国の特別史跡に指定されている。1982年（昭和57年）12月4日に追加指定されている。

## 歴史

### 開基・蘇我倉山田石川麻呂
山田寺の開基である蘇我倉山田石川麻呂は蘇我氏の一族に属し、蘇我馬子は祖父、蘇我蝦夷は伯父、蘇我入鹿は従兄弟にあたる。石川麻呂は蘇我氏の一族でありながら蝦夷、入鹿らの蘇我氏本宗家とは敵対しており、中大兄皇子（葛城皇子、後の天智天皇）、中臣鎌足らの反蘇我勢力と共謀して、皇極天皇4年（645年）に起きた乙巳の変（蘇我入鹿暗殺事件）に加担した。乙巳の変後に発足した新政権では、石川麻呂は右大臣に任ぜられた。
『日本書紀』によれば、乙巳の変の4年後の大化5年（649年）、石川麻呂の異母弟・蘇我日向は、石川麻呂に謀反の志があると中大兄皇子に密告した。そして、石川麻呂のもとへは孝徳天皇の軍勢が差し向けられた。石川麻呂は抗戦せず、一族とともに山田寺仏殿前で自害した。石川麻呂は無実であり冤罪であったとされるが、事件の真相については諸説ある。

### 創建の経緯

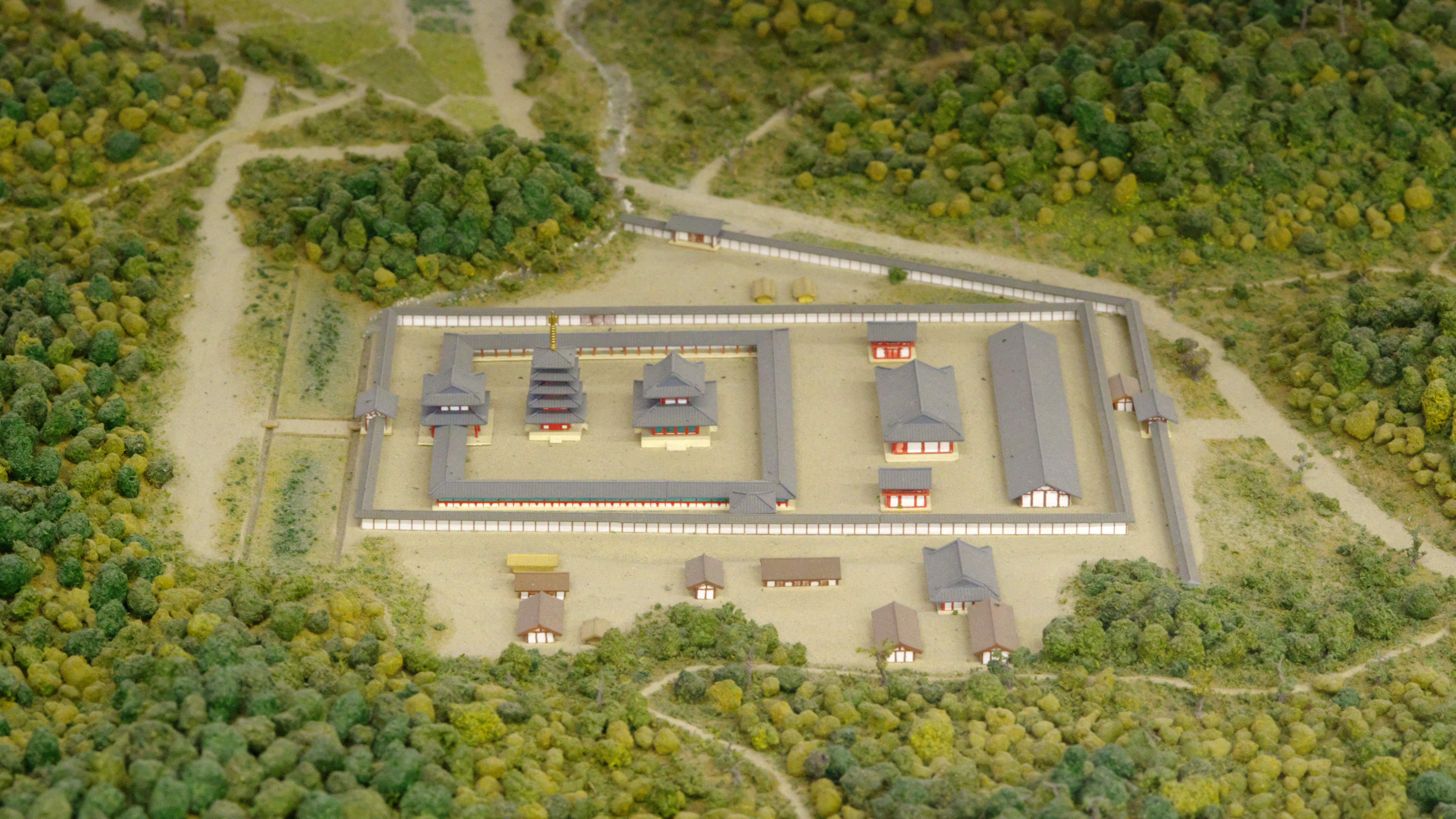
創建時の山田寺の伽藍の模型。
橿原市藤原京資料室蔵藤原京1/1000模型の一部。

山田寺の創建については『上宮聖徳法王帝説』裏書に詳しく書かれており、山田寺について語る際には必ずと言ってよいほどこの史料が引用される。同裏書によれば、舒明天皇13年（641年）に「浄土寺（山田寺）の造営を誓願」し「始平地」とあり、この年に整地工事を始めて、2年後の皇極天皇2年（643年）には金堂の建立が始まる。大化4年（648年）には「始僧住」（僧が住み始める）とあることから、この頃には伽藍全体の整備は未完成であったが、一応寺院としての体裁は整っていたと見られ、発掘調査によれば金堂とそれを囲う回廊と中門、さらに南側には掘立柱で棟門形式の南門があったと考えられる。
大化5年（649年）には上述の石川麻呂自害事件があり、山田寺の造営は一時中断する。

### 造営の再開

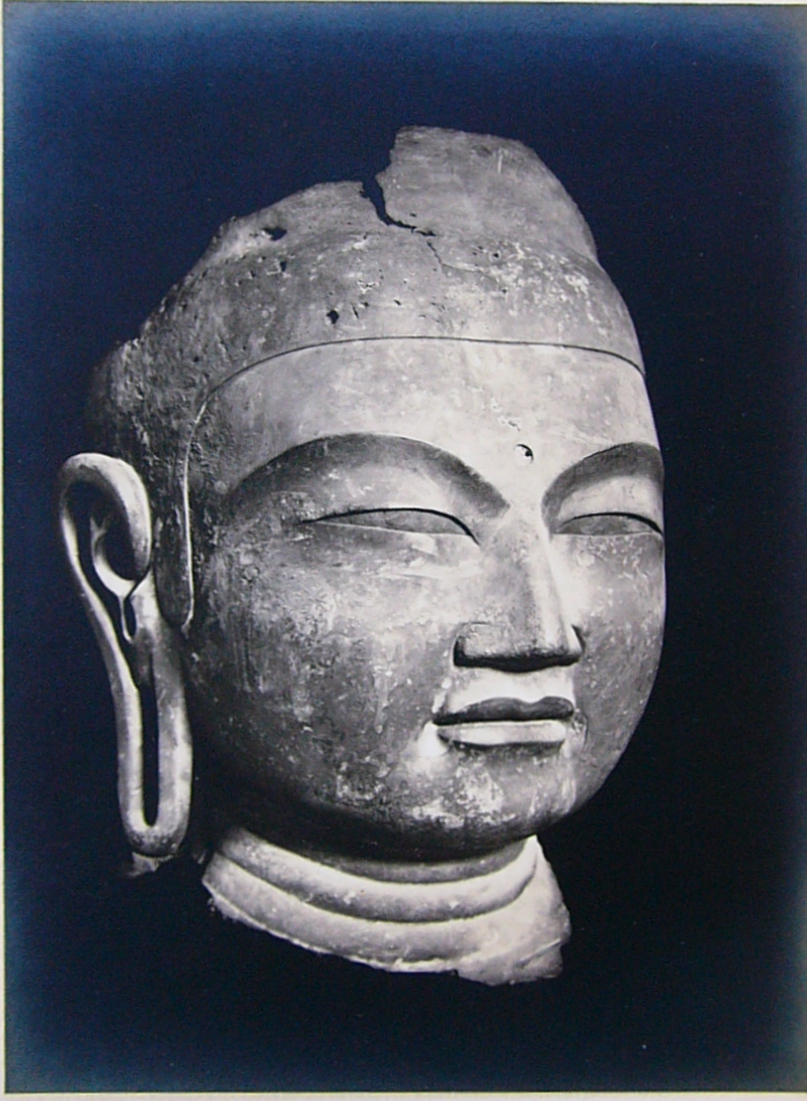
山田寺仏頭（国宝。興福寺蔵）

14年後の天智天皇2年（663年）には未建立であった塔の建設工事が始められるが、再度の中断をはさんで天武天皇2年（673年）に心柱を建て、天武天皇5年（676年）に「相輪（仏塔の最上部の柱状の部分）を上げる」とあることから、この年に塔が完成したものと思われる。塔の造営開始から心柱が建つまでに10年も要しているのは、白村江の戦いや壬申の乱などの混乱で工事が頓挫したためと考えられる。
天武天皇7年（678年）には「丈六仏像を鋳造」とあり、同天皇14年（685年）3月25日（石川麻呂の命日）にはその丈六仏像が開眼されている。この仏像は講堂に安置された薬師如来と考えられ、現在は頭部のみが奈良市・興福寺に現存し、国宝に指定されている。
以上の創建経緯は、発掘調査の結果や出土した古瓦の編年からおおむね事実と認められており、7世紀末までに全体の伽藍が完成したと考えられる。なお、『日本書紀』には上述の丈六仏開眼の年である天武天皇14年（685年）、同天皇が浄土寺（山田寺の法号）に行幸したとの記事がある。石川麻呂の死後も山田寺の造営が続けられた背景には、石川麻呂の孫で天武天皇の皇后の菟野皇女（のちの持統天皇）の後ろ盾があったと推定されており、以降は官寺に次ぐ扱いを受けている。

### 平安時代まで
奈良時代から平安時代の記録は多くないが、弘仁14年（823年)）に護命が山田寺に隠棲したこと（『続日本後紀』）と、治安3年（1023年）に藤原道長が山田寺を訪れて、堂内の「奇偉荘厳は言葉で言い尽くせないほどだ」と感嘆した（『扶桑略記』）ことから、少なくとも11世紀前半までは山田寺の伽藍は健在であったことがわかる。
しかし発掘調査によれば、道長来訪から程なくして土砂崩れにより伽藍東側の回廊や宝蔵が埋没したと思われる。
『多武峰略記』に引く古記によれば、嘉保3年（1096年）に「多武峰寺（現在の談山神社）の鐘が小さいので山田寺の鐘と交換した」との記述があり、この頃までに多武峰寺の末寺になっていたと考えられる。

### 興福寺の乱入
『玉葉』（九条兼実の日記）によれば、文治3年（1187年）に興福寺の僧兵が山田寺に押し入り、講堂本尊の薬師三尊像を強奪して興福寺東金堂の本尊に据えたと記録されている。発掘調査では金堂・塔・講堂が12世紀末に焼失した事が確認されており、この事件の際に焼き討ちされたと考えられている。また『興福寺略年代記』の承久2年（1220年）の記述に「山田寺鐘西金堂引之」とあるのも、この時に収奪された鐘である可能性を指摘されている。
当時の興福寺は、治承4年（1180年）の平重衡による南都焼討から再興の途上にあった。この薬師如来像は応永18年（1411年）の東金堂の火災の際に焼け落ち、かろうじて焼け残った頭部だけが、その後新しく造られた本尊像の台座内に格納されていた。この仏頭は昭和12年（1937年）に再発見されるまでその存在は知られていなかった。なお、共に強奪された両脇侍の日光菩薩・月光菩薩は興福寺東金堂に健在で、再興像の薬師如来像とともに重要文化財に指定されている。
また来歴は不明であるが、法隆寺献納宝物の四十八体仏のひとつ、阿弥陀三尊像（整理番号144号・重要文化財）には「山田殿像」と刻銘されており、山田寺伝来の可能性が指摘されている。
この事件を機に山田寺は荒廃したようで、『多武峰略記』によると12世紀末には、堂塔、鐘楼、経蔵、僧房が跡地になっていたと記されている。

### 中世以降の様子
『鎌倉遺文』には、弘安2年（1279年）に多武峰寺との間で寺領をめぐる争いが記録されており、山田寺が存することがうかがえる。発掘調査によれば、鎌倉時代から室町時代の瓦や、鐘を鋳造した痕跡が出土しており、講堂を中心に再興されたことがわかる。なお、興福寺と記された軒瓦が出土していることから、興福寺の末寺になっていたと考えられる。現・山田寺には江戸時代の紀年銘をもつ石碑などが残っている。

### 現在の山田寺

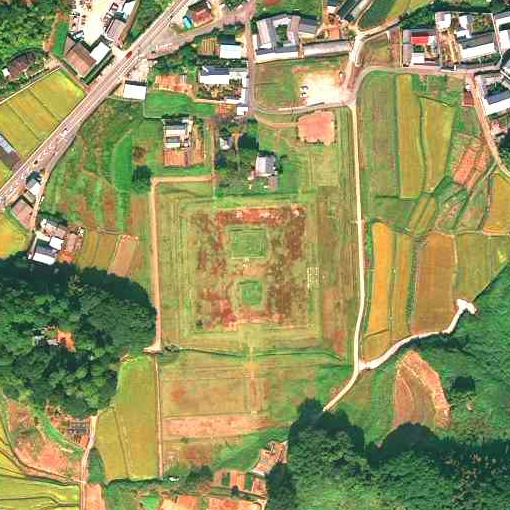
山田寺跡の空中写真。2011年。。

山田寺は明治の廃仏毀釈で廃寺となったが、1892年（明治25年）に再興された。現在は無住で講堂跡付近に観音堂と庫裏が建つのみである。現・山田寺の山号は大化山。宗派は法相宗。本尊は木造十一面観音で室町時代後半の作と思われる。境内には天保12年（1841年）、石川麻呂の末裔とされる山田重貞によって立てられた「雪冤（せつえん）の碑」がある。「雪冤」とは「無実の罪をはらす」の意で、書家・貫名海屋の書になるものである。
山田寺跡は明治期に荒廃した折に庭園用に礎石が持ち出され、そのうちの一つが大阪の藤田美術館に存する。1916年（大正5年）に建築史家の天沼俊一が調査をしたことをきっかけに1921年に国史跡、1952年に特別史跡に指定。1975年に指定地を国が買い上げて、2001年に史跡公園として整備され現在に至っている。

## 伽藍

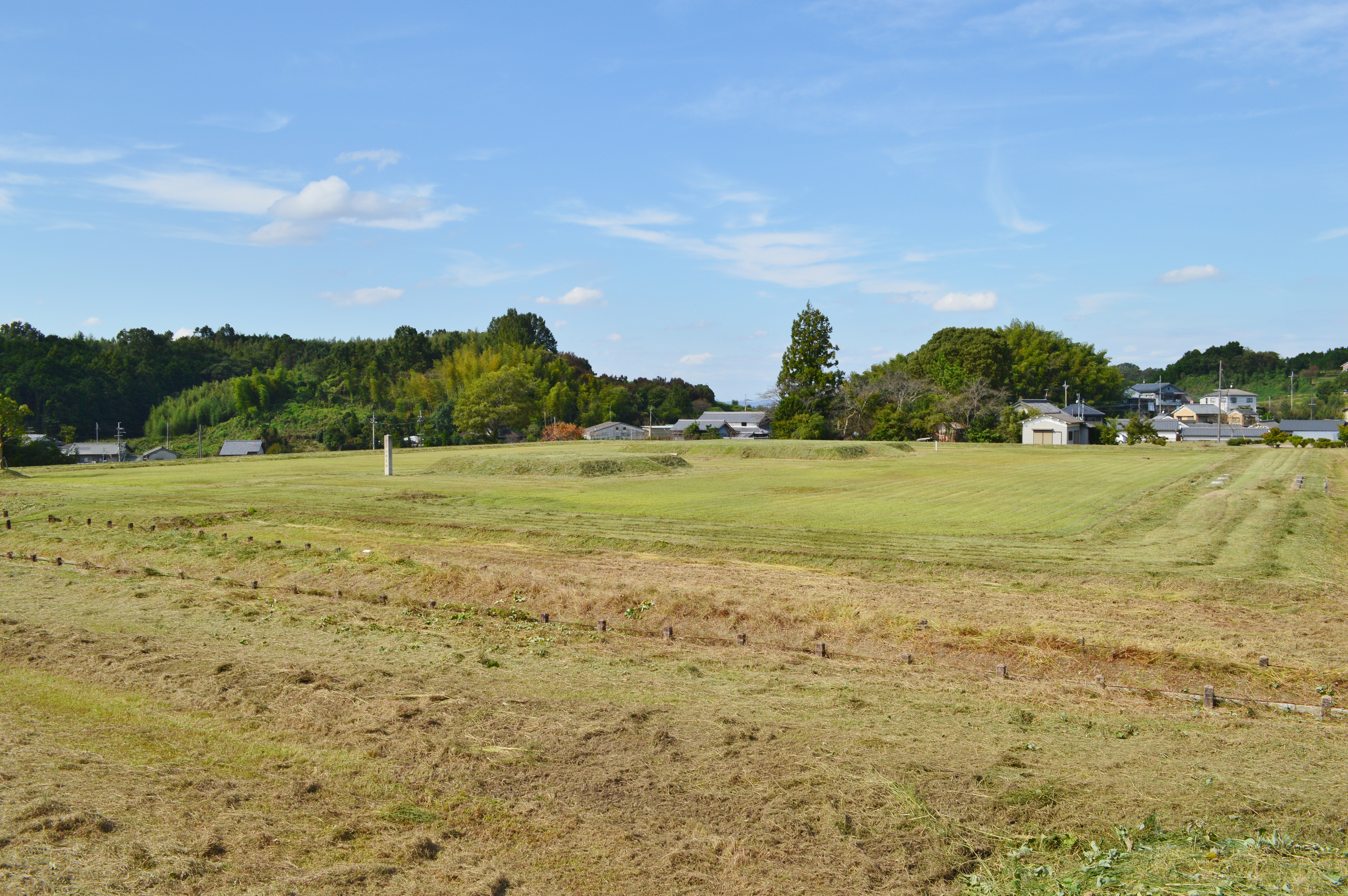
伽藍全景

山田寺は海石榴市(つばいち)から飛鳥へ至る阿倍山田道沿いで、飛鳥の入口にあたる位置にある。
山田寺の伽藍配置は中門・塔（五重塔と推定）・金堂・講堂を伽藍の中軸線上に南から北へ一直線に並べるもので、発掘調査以前は四天王寺式伽藍配置とされていたが、四天王寺式では中門の左右から伸びた回廊は講堂の両端に取り付くのに対し、山田寺では回廊は金堂と講堂の間を通り、講堂は回廊の外側に位置する点が異なっており、奈良県文化財は研究所は山田寺式伽藍と名付けた。回廊の規模は東西85m、南北89mである。文献史料などから想定される堂宇のうち、経蔵、鐘楼、僧房などの付属建物の場所は分かっていない。また回廊に隣接する北東部には用途不明の建築群(東北院と仮称)があったと考えられている。

### 金堂
発掘調査の結果、山田寺の金堂は特異な平面形式をもっていたことがわかった。古代の仏堂建築は、構造上、中央の身舎（もや、しんしゃ）と呼ばれる部分と、その周囲の庇と呼ばれる部分に分かれている。山田寺金堂は、身舎の柱間が正面3間（柱4本）、側面2間（柱3本）である。この場合、庇は柱が2本ずつ増えて正面5間（柱6本）、側面4間（柱5本）となるのが普通であるが、山田寺金堂の場合は、庇の柱間も身舎と同じ正面3間、側面2間で、身舎と庇の柱筋が合っていない。この様式は山田寺で初めて発見されたが、のちに夏見廃寺や穴太廃寺の金堂も同様であること分かった。
『護国寺本諸寺縁起集』によれば、安置される仏像は丈六中尊と3尺の金銅仏、それに7尺の立像に加えて石川麻呂の肖像画があったとされる。金堂周辺から壁画の破片と思われる小片が発見され、また基壇の羽目石にはレリーフが刻されていたと思われる。特に階段の羽目石片と思われる三角形の石材には獅子の前足と思われる彫刻が見つかっており、国内では例を見ない事例となった。なお、この獅子については有翼の獅子であるという説もある。堂正面の階段下には礼拝石がある。礎石には柱の台座に当たる部分に単弁12弁の蓮華文が刻まれている。ただし、金堂の礎石は明治時代に高橋健自が調査した時には12個残っていたというが、その後抜き取られて古美術商などの手に渡り、現在は2個が残る。
出土する瓦は単弁八葉蓮華文の軒丸瓦と重弧文の軒平瓦の組み合わせからなる「山田寺式」と呼ばれるもので、各地の古代寺院から同種の瓦が出土し、建築年代を推定する指標となっている。また、丸い垂木先瓦も多数出土しており、瓦に弁柄や白土による彩色が認められる。

### 五重塔
『護国寺本諸寺縁起集』には「五重塔付銅板小仏、高五六寸、広四寸」とあり、銅板小仏が塼仏の錯誤であるとすれば、周辺からの出土した塼仏で内部壁面が装飾されていたと考えられる。
現在は基壇と心礎、四天柱の礎石2個が残る。心礎は基壇から2mほど下に据えられ、中央に円形の舎利孔が穿たれる。舎利は残されていなかったが、舎利孔内は赤色顔料で塗られていた。

### 中門・回廊
中門は後世の開発により原型を留めていないが、梁行3間と思われる。中門の左右から単廊の回廊が伸びて金堂と塔を囲む。回廊の東中央と北東に門扉跡があり、失われた西側も同様であったと考えられる。門扉の軸摺穴は地覆石に穿たれており、国内では同時代の瀬戸内地方にある古代山城のみに類例がある珍しい形式であった。また、軸上部は藁坐で受けているが、藁坐は禅宗様の特徴とされる部材で、同時代では法隆寺五重塔に続き2例目である。
柱間寸法から北側中央には門があったと推定されている。礎石は金堂と同じ単弁12弁の蓮華文。また回廊の角に使用されたと思われる双頭鴟尾が出土した。双頭単胴の鴟尾は国内唯一。

### 講堂
講堂は6間四面であるが、柱間が偶数の事例は少ない。一般的な柱間が奇数なのは安置する仏像の正面に柱が来ないようにする為と考えられるが、『護国寺本諸寺縁起集』によると山田寺講堂には丈六十一面観音像と丈六薬師如来像の二尊が安置されていたとされ、関係性が指摘されている。また、南側庇の全面が開口部になる開放的な間取りであることが分かっている。礎石に蓮華紋はない。

### 宝蔵
回廊北東部から礎石が出土しており、出土品から宝蔵と推定されている。方3間の総柱で校倉造もしくは法隆寺網封蔵の様な高床式土倉で、雨落溝から屋根は寄棟造もしくは入母屋造と考えられる。

### 南門
以上を取り囲むように大垣が回り、南には南門が据えられている。南門は創建当初は掘立柱の棟門であったが、天武期に礎石建ちで間口3間梁行2間の四脚門に建て替えられたと思われる。回廊と同様に礎石に軸摺穴が穿たれ、しかも3間3戸で国内唯一の事例あったことが分かっている。また南門の扁額と思われる木片が出土している。

### 現代の境内
- 観音堂
- 庫裏
- 講堂跡 - 土壇が復元されている。
- 宝蔵跡 - 土壇が復元されている。
- 金堂跡 - 土壇が復元されている。
- 五重塔跡 - 土壇が復元されている。
- 回廊跡 - 土壇が復元されている。
- 中門跡 - 土壇が復元されている。

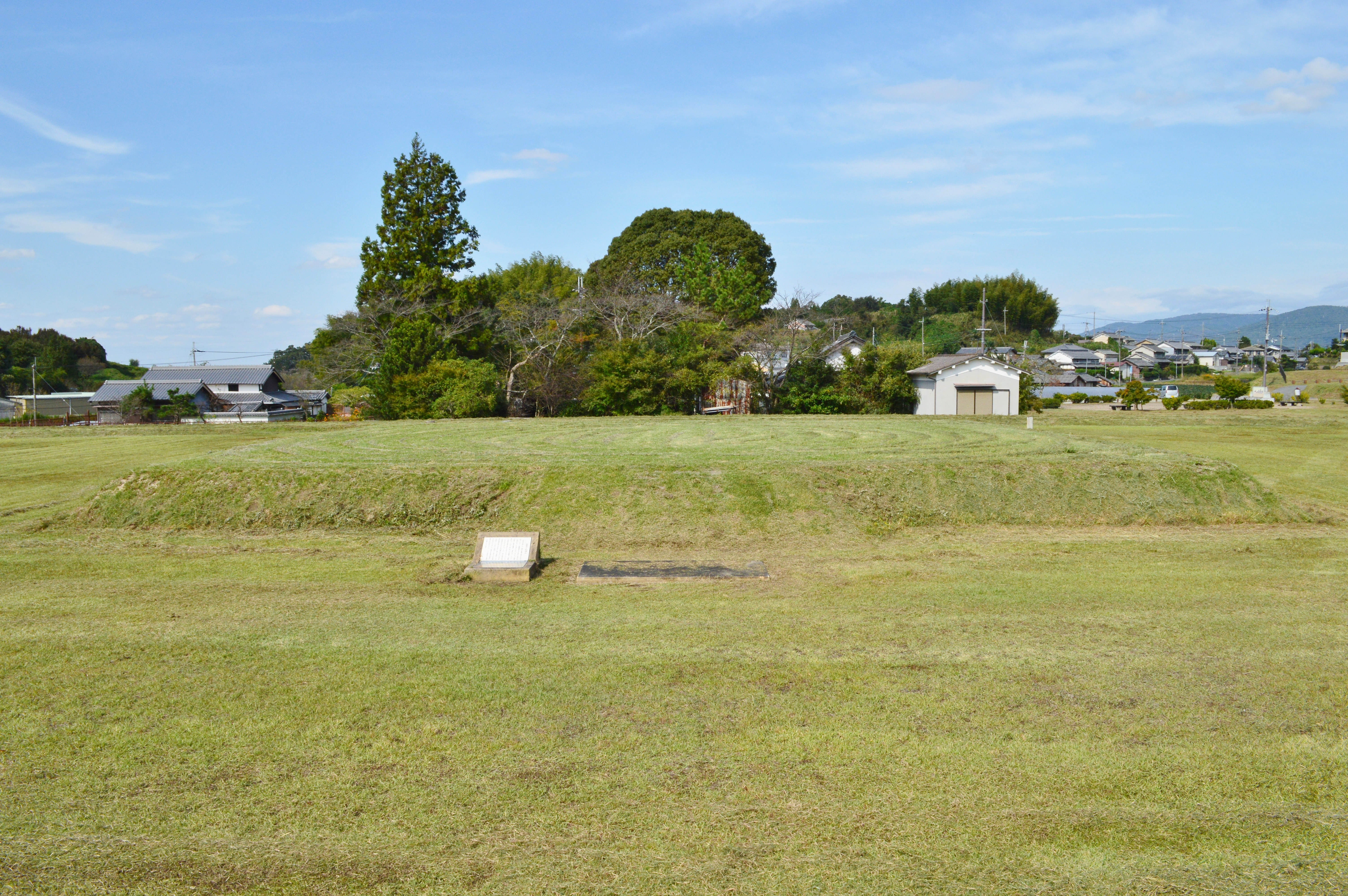
金堂跡 手前に礼拝石（復元）。
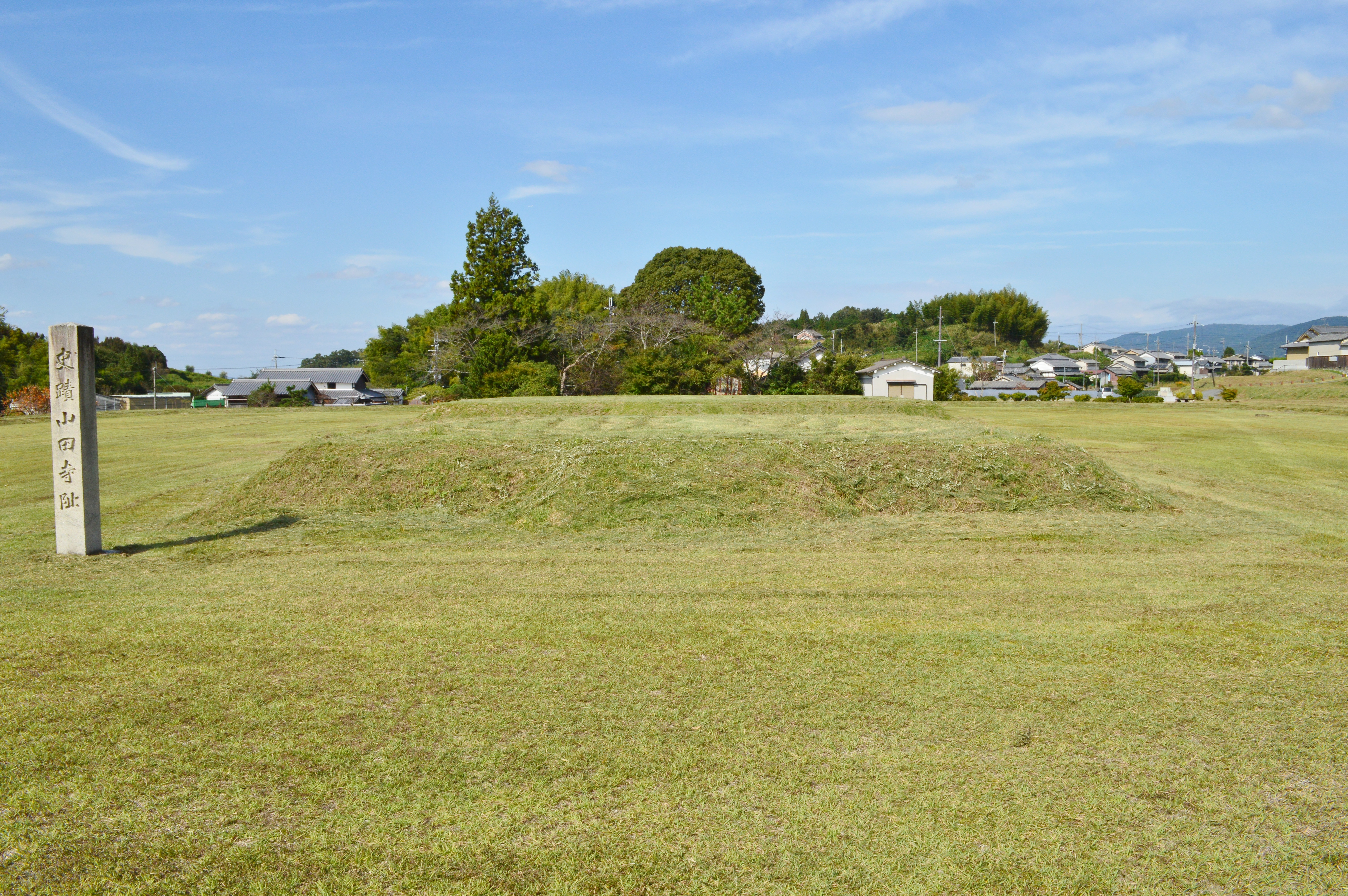
塔跡
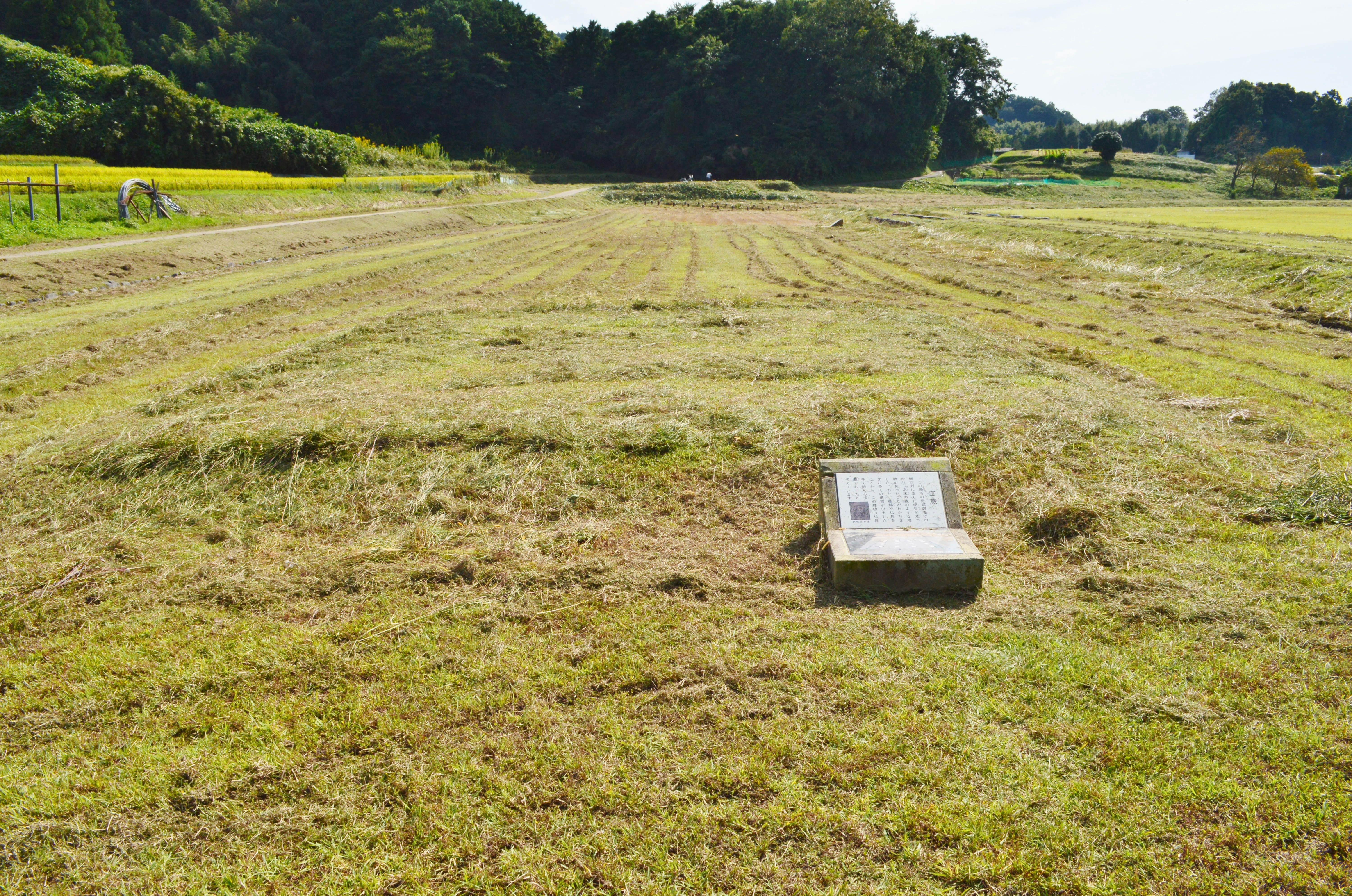
宝蔵跡
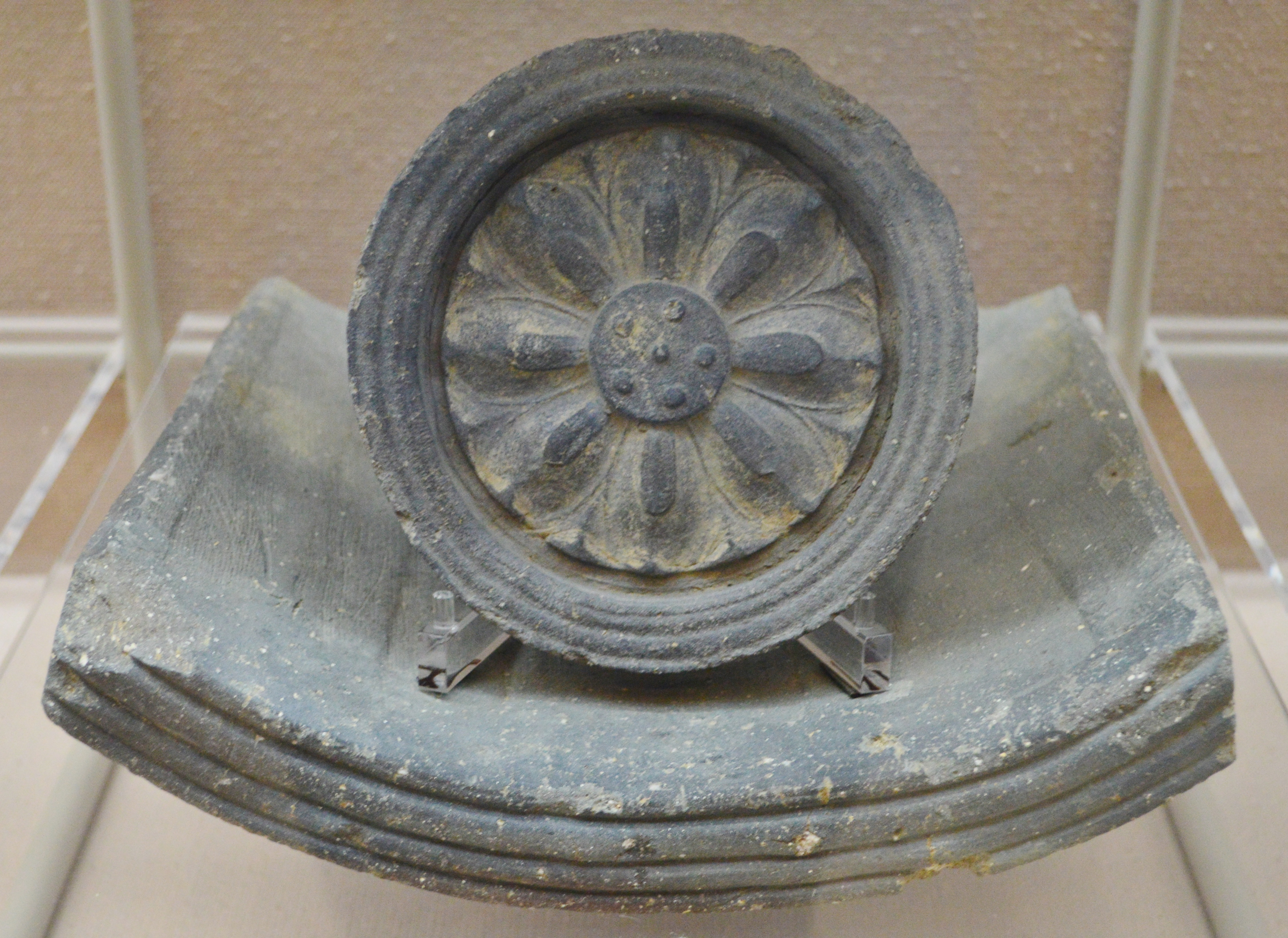
軒丸瓦・軒平瓦 奈良文化財研究所藤原宮跡資料館展示。

## 発掘調査
史跡公園整備のために1976年（昭和51年）から2007年（平成19年）まで発掘調査が行われ、多くの発見がなされた。出土品のうち1,133点が重要文化財に指定されている。

### 東回廊の出土

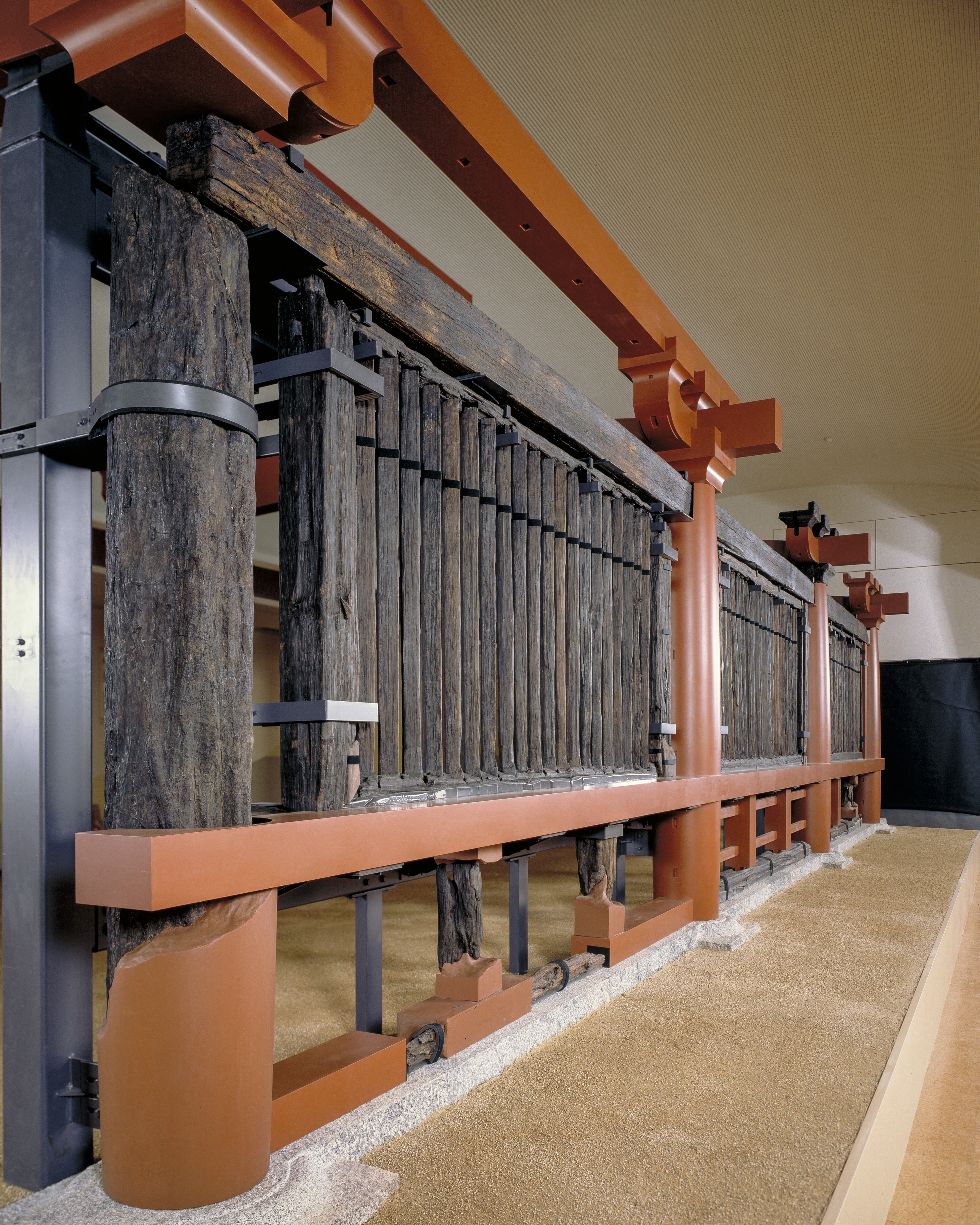
東回廊部材（国の重要文化財）奈良文化財研究所飛鳥資料館展示。

発掘調査の成果のうち特筆すべきは、昭和57年（1982年）、東回廊の建物そのものが出土したことである。土砂崩れにより倒壊、埋没した回廊の一部がそのまま土中に遺存していたもので、柱、連子窓などがそのままの形で出土した。腐朽しやすい木造建築の実物がこのような形で土中から検出されるのはきわめてまれなケースであり、日本建築史研究上、貴重な資料である。出土した部材は、肘木の笹繰(ささぐり)や舌(ぜつ)、木口斗、柱の胴張りなど白鳳建築の特徴を示す一方で、日本には中世に入ってきたと思われていた大仏様や禅宗様と共通する特徴も見られ、現存しない初期仏教建築は多様な様式があったと考えられるようになった。出土した回廊はポリエチレングリコールによる科学的保存処置を施し、うち3間分が復原された形で奈良文化財研究所の飛鳥資料館に展示されている。

### 塼仏

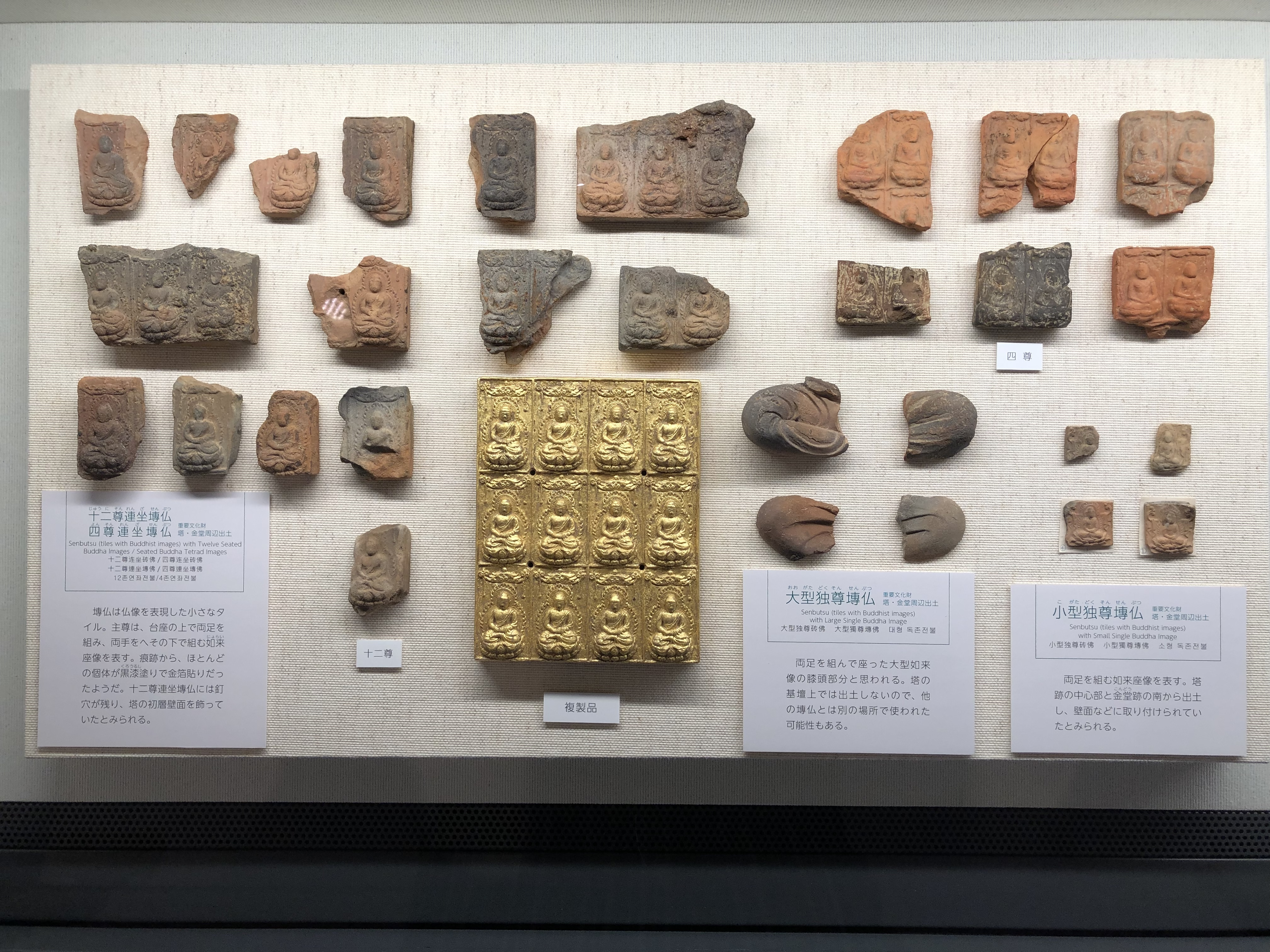
塼仏（中央下の金箔押のものは復元模造）

塔、金堂を中心に4種類の塼仏が出土した。なかでも十二尊連坐塼仏は、如来像を上下3段左右4列に並べたもので、一部金箔が残り釘穴もあることから、塔内部の壁を荘厳していたものと考えられる。

### 石燈籠
金堂正面から石燈篭の台座と、周辺から笠や火袋の破片が出土した。台座には蓮華紋の彫刻をほどこし、火袋は二段でいずれも一石をくり抜き、上段は連子窓で下段は猪目をあしらう、高い石材加工技術を示すものであった。いずれも創建当初のものと考えられ、現存最古の石燈篭(當麻寺燈籠)では失われた火袋の意匠がわかる貴重な遺構となった。飛鳥資料館で復元展示されている。

### 木簡
多くの木簡も出土したが、中には山田寺創建以前の7世紀前半と思われるものが出土し、石川麻呂あるいはその一族の屋敷跡に山田寺が建てられた事を示していると考えられる。
また、宝蔵付近では経典の賃借記録を示す木簡が出土し、天平11年(739年)に石川年足が納めた大般若経にまつわるものと考えられる。

## 文化財

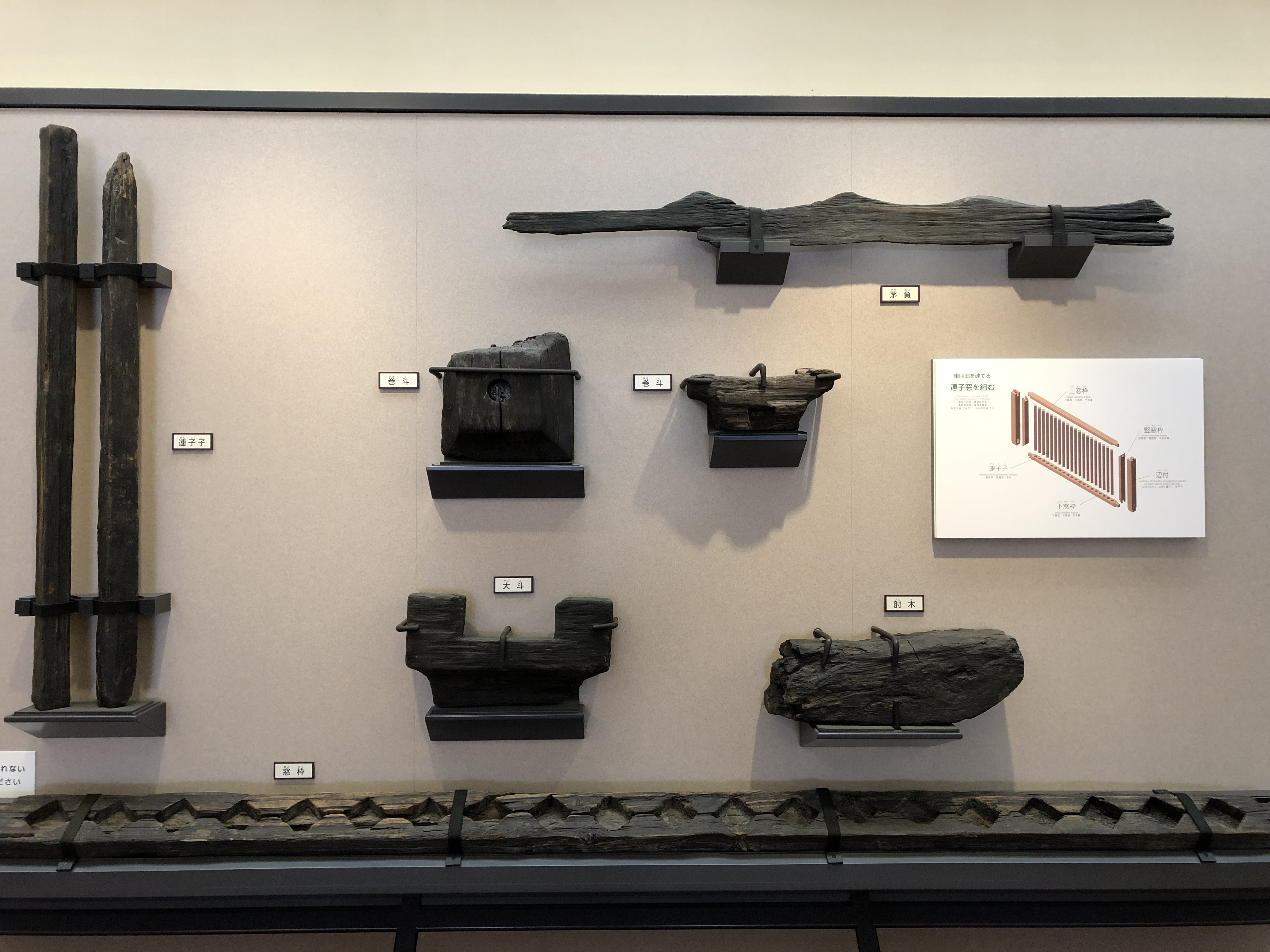
建築部材　左：連子子（れんじこ）、右上：茅負（かやおい）、その下：巻斗（まきと）2点、その下：大斗（左）と肘木（右）。最下部の横長の材は窓枠。（飛鳥資料館展示）

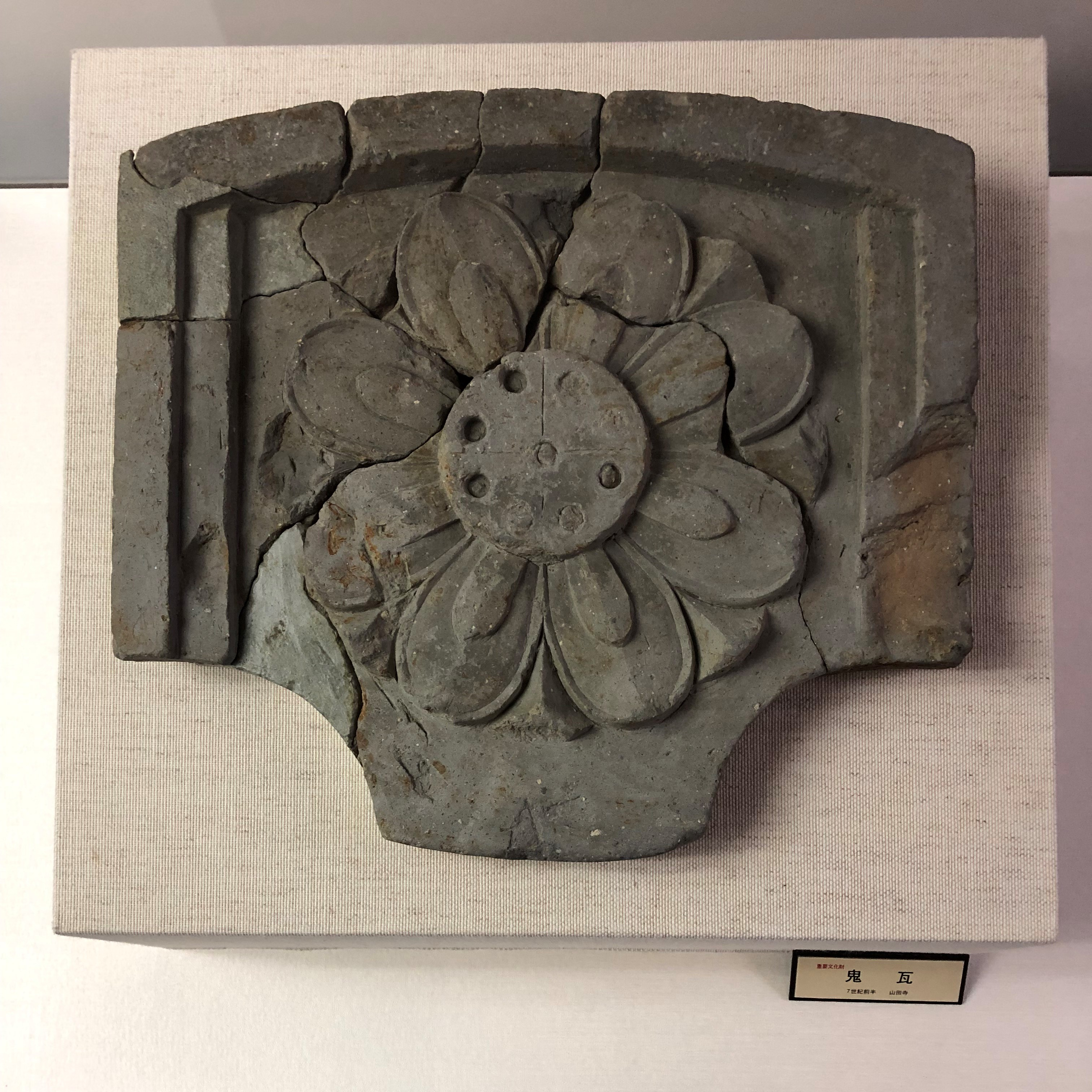
蓮華文鬼瓦（飛鳥資料館展示）

### 国指定特別史跡
- 山田寺跡 - 1921年（大正10年）3月3日に国の史跡に指定、1952年（昭和27年）3月29日に国の特別史跡に指定、1982年（昭和57年）12月4日に史跡範囲の追加指定[34]。

### 関連文化財
- 銅造仏頭 - 旧山田寺講堂本尊。国宝（彫刻）。所有者は興福寺。1967年（昭和42年）6月15日指定[35]。
- 奈良県山田寺跡出土品 一括 - 重要文化財（考古資料）。内訳は以下。奈良文化財研究所飛鳥資料館保管。2007年（平成19年）6月8日指定[36]。
  - 回廊部材（復元東面回廊3間分） 92点
  - 建築部材 88点
  - 銅板五尊像 1点
  - 銅押出仏 3点
  - 塼仏（せんぶつ） 39点（「せん」の漢字は土偏に「専」の旧字体）
  - 灯籠 1基分
  - 金属製品 137点
  - ガラス小玉 3点
  - 瓦塼類（がせんるい） 556点（「せん」の漢字は土偏に「専」の旧字体）
  - 土器・土製品 106点
  - 木製品 51点
  - 石製品 14点
  - 銭貨 15点
  - 木簡 27点
- 石燈籠 - 重要文化財（考古資料）。隣接する東大谷日女命神社境内にある灯籠で、永和元年（1375年）の作。元は山田寺境内にあったと伝える。1962年（昭和37年）2月2日指定[37]。

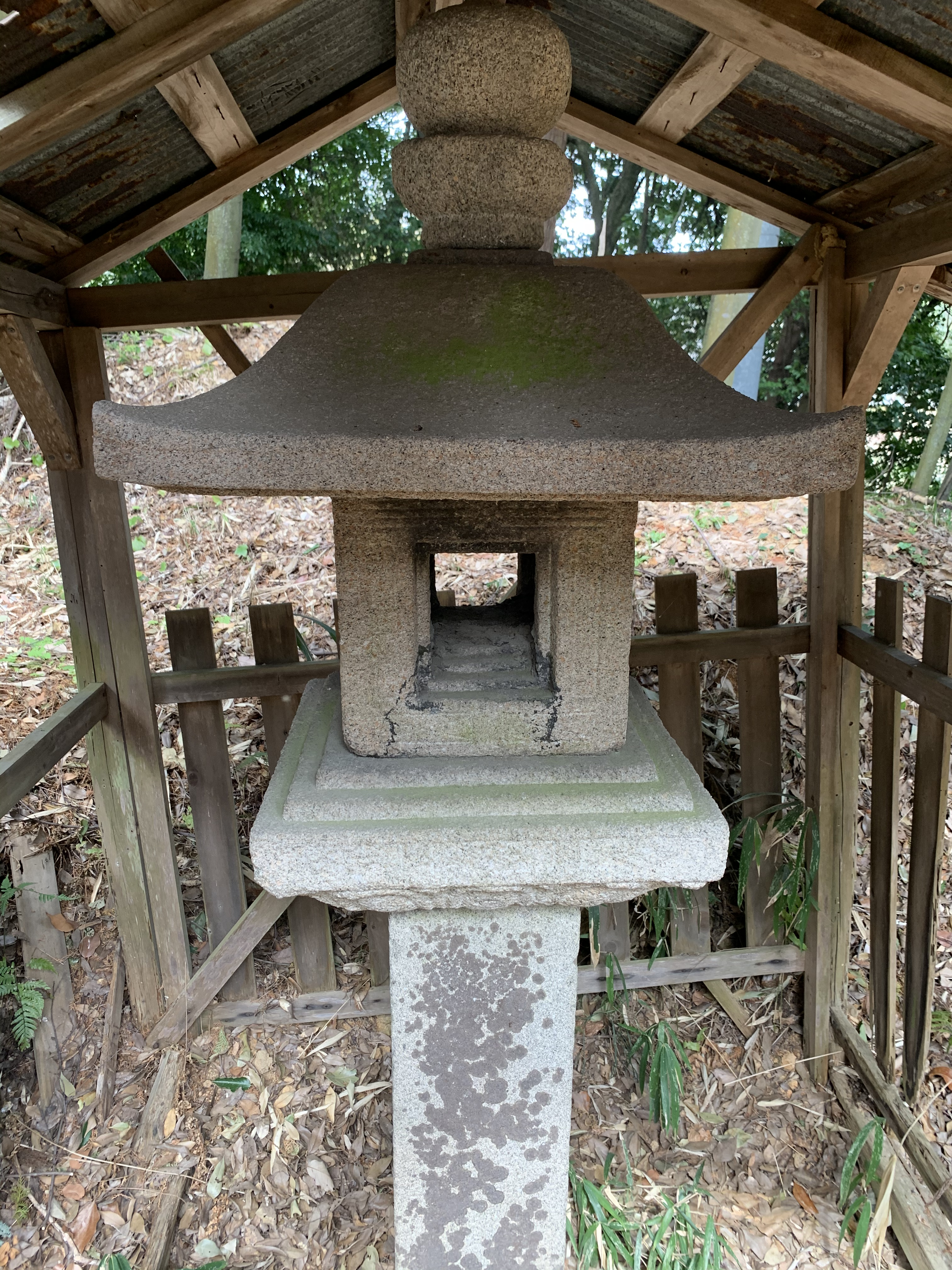
東大谷日女命神社 石燈籠

## アクセス
- 飛鳥資料館より東へ徒歩約10分